# Ephraim Longworth
Ephraim Longworth (Bolton, 2 ottobre 1887 – Liverpool, 7 gennaio 1968) è stato un calciatore e allenatore di calcio inglese, nazionale inglese.

## Caratteristiche tecniche
Difensore capace di giocare indifferentemente come terzino destro o sinistro, Longworth fu uno dei più longevi calciatori della storia del Liverpool, club per il quale giocò per 18 anni e al servizio del quale rimase, dopo il ritiro dal calcio attivo, fino alla morte avvenuta nel 1968. Fu anche il primo giocatore del Liverpool a vestire la fascia di capitano della nazionale inglese.

## Carriera
Longworth iniziò la sua carriera nelle giovanili del Bolton, il club della sua città natale, che agli inizi del XX secolo giocava nella Lega Dilettanti del Lancashire. Successivamente si trasferì a Londra per giocare nel Clapton Orient (che dopo la seconda guerra mondiale sarebbe divenuto Leyton Orient). Durante la militanza nella squadra londinese Longworth fu notato dall'allenatore del Liverpool Tom Watson, che lo mise sotto contratto nel settembre del 1910. Esordì poco dopo in First Division con una sconfitta a Sheffield contro lo United per 0-2.
Nelle 18 stagioni trascorse al Liverpool Longworth giocò 342 partite di Lega e 371 totali, senza segnare mai alcun goal. La Grande Guerra gli impedì di assommare un numero maggiore di presenze, visti anche i 119 incontri non ufficiali giocati nei vari tornei in tempo di guerra. Con la maglia dei Reds Longworth vinse i titoli di campione d'Inghilterra del 1921-1922 e 1922-1923, e arrivò alla finale della Coppa d’Inghilterra del 1914, persa contro il Burnley.
L'ultimo incontro ufficiale giocato da Longworth fu la sconfitta in casa del Birmingham il 21 aprile 1928, all'età di quasi 41 anni. Dopo il ritiro rimase nel club con incarichi tecnici per quasi quarant'anni, e morì a 80 anni all'inizio del 1968.
Il debutto in Nazionale di Longworth avvenne il 10 aprile 1920 contro la Scozia a Sheffield, nell'ultimo incontro del Torneo Interbritannico 1919/20: la partita fu memorabile perché gli inglesi riuscirono a ribaltare 5-4 un parziale sfavorevole di 2-4 alla fine del primo tempo. La sconfitta negò agli scozzesi la possibilità di superare il Galles primo in classifica e vincere quell'edizione del torneo. Nella sua partita successiva, giocata a Bruxelles contro il Belgio il 26 maggio 1921 e vinta 2-0, Longworth divenne il primo giocatore del Liverpool a vestire la fascia di capitano, all'età di 33 anni e 232 giorni. Fino al 1923 Longworth giocò altri tre incontri in Nazionale, rimanendo imbattuto.

## Palmarès

### Club

#### Competizioni nazionali
- Campionato inglese: 2

Liverpool: 1921-1922, 1922-1923